# Ripalta (nome)
Ripalta  è un nome proprio di persona italiano femminile.

## Origine e diffusione
Nome attestato principalmente nel foggiano (e in particolare a Cerignola), riflette il culto verso la Madonna di Ripalta; negli anni settanta se ne contavano circa 2.500 occorrenze.
Il toponimo di "Ripalta", che deriva da quello di una piccola frazione del comune di Lesina, significa letteralmente "riva alta".

## Onomastico
L'onomastico si festeggia l'8 settembre, festa della natività di Maria.